# Коронавірусна хвороба 2019 на Гернсі
Епідемія коронавірусної хвороби 2019 на Гернсі — це поширення пандемії коронавірусної хвороби 2019 на територію бейлівіку Гернсі. Бейлівік успішно протистояв та запобігав поширенню хвороби за допомогою суворої системи тестування, відстеження та ізоляції підозр на хворобу та підтверджених випадків, а також вимагав для прибулих на свою територію самоізоляції терміном 14 (або в деяких випадках лише 7) днів. Заходи залежної території Гернсі, отримали високу оцінку за прозорість та чіткість, а також стали прикладом хорошої комунікації. Початковим завданням заходів боротьби з поширенням хвороби було згладжування кривої, задля зменшення ризику перевантаження медичної системи островів, та забезпечити краще лікування наявних хворих, поки не буде доступна вакцина або специфічне противірусне лікування. На початку лютого 2020 року для жителів бейлівіка рекомендовані профілактичні заходи, включно з частим миттям рук, належною гігієною дихання, соціальним дистанціюванням та уникненням необов'язкових поїздок. Перший випадок хвороби у бейлівіку підтверджений 9 березня 2020 року на Гернсі. Незабаром після цього у бейлівіку було запроваджено надзвичайне законодавство та ухвалено рішення про обов'язкову самоізоляцію новоприбулих осіб на острови. 25 березня 2020 року, після першого відомого випадку місцевої передачі вірусу на острові, у бейлівіку запроваджено локдаун. У кінці квітня 2020 року Гернсі розпочало поетапний вихід з локдауну в 6 етапів, і до середини травня 2020 року державні органи поставили за мету ліквідацію спалаху хвороби до кінця червня 2020 року. До січня 2021 року життя в бейлівіку фактично нормалізувалося, без обмежень на проведення громадських заходів та дотримання соціальної дистанції між людьми, а також без обов'язкового носіння захисних масок для обличчя.
23 січня 2021 року в бейлівіку вдруге запроваджено локдаун після виявлення 4 випадків коронавірусної хвороби невстановленого походження на території Гернсі, наслідком чого був початок другої хвилі хвороби на території бейлівіку, під час якої було зареєстровано більше випадків хвороби, ніж під час першої хвилі.
Епідемія хвороби та заходи, спрямовані на стримування її поширення, спричинили соціально-економічні проблеми в Бейлівіку, включно з економічним спадом на початку епідемії, подібно до того, який спостерігався під час фінансової кризи 2008 року, що спричинило економічну рецесію. Епідемія призвела до відстрочення або скасування культурних, політичних і спортивних заходів, зокрема щорічного святкування Дня визволення островів, та перших на острові загальних виборів, а також тимчасового закриття шкіл і коледжів. На початку запровадження карантинних обмежень виникли побоювання дефіциту постачання життєво необхідних товарів, наслідком чого стали панічні покупки, занепокоєння щодо можливості поширення хвороби призвели також до погіршення психічного здоров'я у низки жителів островів та збільшення частоти випадків домашнього насильства. Уряд Гернсі вжив низку заходів для пом'якшення низки ширших наслідків епідемії хвороби.

## Передумови та підготовка
Перед початком пандемії, у листопаді 2019 року уряд успішно провів навчання із запровадження стратегічного плану боротьби з пандемічним штамом грипу на Нормандських островах, яке було імітаційним заходом для розробки заходів боротьби з пандемією грипу під керівництвом служби громадського здоров'я. Навчання було проведене для попередження наслідків імовірної пандемії грипу, яка на той час була перенесена на перше місце в реєстрі ризиків острова відповідно до рекомендацій ВООЗ щодо охорони здоров'я.
Уряд Гернсі вперше визнав появу нового коронавірусу, який тоді називали «новим коронавірусом 2019-nCoV (вірус Ухань)», 23 січня 2020 року, коли в світі було зареєстровано 571 випадок хвороби, і в заяві для преси уряд стверджував, що він «знаходиться в хорошій позиції для вироблення тактики боротьби з поширенням SARS-CoV-2». 30 січня 2020 року ВООЗ оголосила спалах коронавірусної хвороби надзвичайною ситуацією в галузі охорони здоров'я, попередивши, що всі країни повинні бути готовими до боротьби з поширенням хвороби. Незабаром після цього розпочались тестування на коронавірус, та запроваджено обов'язкову самоізоляцію для осіб, які прибувають з уражених хворобою регіонів. 23 лютого повідомлено, що 12 хворим на острові проведено тестування на коронавірус, результати якого були негативними. 25 лютого групу дітей з місцевої школи після повернення з поїздки на гірськолижний курорт на півночі Італії відправили на самоізоляцію; в одного із школярів були симптоми хвороби, проте результат його тестування був негативним.

## Хронологія

### Березень 2020 року
Перший підтверджений випадок коронавірусної хвороби на Гернсі виявлений 9 березня 2020 року. Цей хворий інфікувався вірусом у відпустці на острові Тенерифе до повернення додому. Хворий негайно звернувся за допомогою, і його разом із сім'єю помістили на строгий домашній карантин. За три дні, 12 березня, найстарший політик острова Гевін Сен-П'єр описав пандемію як «найбільший виклик охороні здоров'я після закінчення Другої світової війни». 20 березня, через одинадцять днів після першого випадку, підтверджений другий випадок хвороби. Цей хворий повернувся з Франції, та до того, як у нього з'явились симптоми хвороби, перебував на обов'язковій 14-денній самоізоляції. Після виявлення другого випадку хвороби були швидко виявлені наступні випадки. Через день, 21 березня, протягом доби було підтверджено 15 нових випадків хвороби. 22 березня було підтверджено ще 3 випадки, а посадовці бейлівіку Гернсі сформували 4 групи контактів серед зареєстрованих 10 випадків хвороби; 3 групи перебували в окремих туристичних групах на гірськолижних курортах у Франції, а одна група перебувала в туристичній поїздці до Австрії та Німеччини. Також повідомлено, що близько 1000 осіб знаходяться на обов'язковій самоізоляції, що складало приблизно 1,5 % населення бейлівіку. 23 березня нових випадків хвороби не було виявлено, й уряд Гернсі підтвердив, що локдаун у бейлівіку запроваджувати не будуть, оскільки він може призвести до ймовірних негативних економічних та психологічних наслідків, та повторив прохання до жителів островів дотримуватися соціального дистанціювання та гігієни.
Перший випадок місцевої передачі вірусу в бейлівіку Гернсі зареєстровано 24 березня, загальна кількість випадків хвороби зросла на 3 до 23 підтверджених випадків. О 19 годині того дня в прямому ефірі повідомлено, що на Гернсі з 00:01 25 березня запроваджується локдаун на два тижні, протягом яких будуть введені обмеження свободи пересування для всіх жителів островів згідно положень відповідного закону. Наступні дні почали виявляти більше випадків хвороби, й загальна кількість випадків 30 березня досягла 60, до того часу в бейлівіку Гернсі розпочали проводити тестування на коронавірус, що дозволило отримувати їх результати менш ніж за 24 години, та спонукало уряд запровадити більш широку програму тестування. За день була підтверджена перша смерть у бейлівіку, пов'язана з COVID-19; померлій особі було 80 років, і цей хворий помер напередодні вдень. У цей день підтверджено ще 18 випадків хвороби, що стало на той час найбільшим показником випадків за день, загальна кількість випадків зросла до 78, а о 16:00 губернатор бейлівіку віцеадмірал Іен Кордер звернувся до жителів островів, вітаючи їх дисциплінованість і стоїцизм.

### Квітень-серпень 2020 року
На початку квітня 2020 року виявлено низку випадків коронавірусної хвороби у двох будинках догляду за особами похилого віку. 3 квітня 2020 року повідомлено про другу смерть від коронавірусної хвороби в бейлівіку, а загальна кількість випадків хвороби перевищила 100, досягнувши показника в 114 випадків. Того ж дня уперше повідомлено про кількість одужань, на той день у бейлівіку було зареєстровано 13 одужань. Після постійного зростання кількості випадків хвороби, а також ще двох смертей осіб віком 80 років, 7 квітня локдаун у бейлівіку був продовжений ще на два тижні. 9 квітня повідомлено, що в двох будинках для догляду за особами похилого віку, де виявлено випадки хвороби, у 29 мешканців та 31 працівника підтверджено позитивний результат тесту на коронавірус. Наступного дня, 10 квітня, загальна кількість підтверджених випадків хвороби у бейлівіку досягла 200.
До 15 квітня кількість підтверджених випадків хвороби в бейлівіку зросла до 228, збільшившись лише на 28 за попередні 5 днів, що дало змогу директору служби охорони здоров'я доктору Брінк сказати, що на острові «спостерігається початок згладжування кривої», і що положення на острові з поширенням хвороби «настільки добре, наскільки можна очікувати», і що успіх карантинних заходів у зменшенні передачі вірусу «перевершив» її очікування. 17 квітня уряд Гернсі висловив задоволення згладжуванням кривої випадків, і оголосив про початок поетапного відновлення ділової діяльності в бейлівіку, наслідком якого має стати скасування жорстких карантинних обмежень. 19 та 20 квітня в бейлівіку не виявлено нових випадків хвороби, які стали першими днями без нових випадків хвороби з 19 березня.
Протягом семи днів поспіль з початку травня не було нових випадків, а загальна кількість випадків утримувалась на рівні 252, а кількість активних справ зменшилась до 15 станом на 7 травня; кількість смертей також не збільшувалась протягом цього періоду, та утримувалась на рівні 13. До 11 травня, коли на островах 11 днів не було нових випадків хвороби, кількість активних випадків хвороби знизилась лише до 12. 15 травня, після п'ятнадцяти днів поспіль без нових випадків хвороби або смерті, урядовий комітет повідомив, що третій етап стратегії виходу із локдауну розпочнеться з полуночі наступного дня, на тиждень раніше, ніж передбачалося раніше. Після 22 днів без нових випадків хвороби або смертей 22 травня урядовий комітет повідомив, що початок четвертого етапу виходу з локдауну буде перенесено на 30 травня — на шість тижнів раніше, ніж передбачалося спочатку. 27 травня 2020 року, на двадцять сьомий день островів без нових випадків хвороби, повідомлено, що в бейлівіку не залишилось активних випадків хвороби.

### Червень-грудень 2020 року
11 червня 2020 року на островах вже 42 дні не було нових випадків хвороби, і керівник охорони здоров'я бейлівіку доктор Брінк заявив, що масове тестування населення островів не виявило жодного випадку носійства вірусу в бейлівіку, внаслідок чого з 20 червня розпочався п'ятий етап стратегії виходу із локдауну.
Після 129 днів без нових випадків хвороби 7 вересня 2020 року в особи, яка сьомий день перебувала на самоізоляції після прибуття з Великобританії, виявлено позитивний результат тестування на COVID-19. Протягом наступних тижнів виявлено кілька ізольованих випадків хвороби в осіб, які прибули на острови, поки 20 жовтня 2020 року не повідомлено, що виявлений випадок хвороби з невідомим шляхом інфікування. До 23 жовтня було виявлено кластер із 7 пов'язаних випадків хвороби, внаслідок чого від 80 до 100 людей вимушені були піти на самоізоляції. Доктор Брінк підкреслив, що кластер закрився, і що немає жодних доказів широкого поширення хвороби серед населення, а головний міністр Пітер Фербраш запевнив, що життя продовжуватиметься як зазвичай, і що Гернсі проходить дуже довгий шлях від повторного введення карантинних обмежень.
З кінця червня до кінця 2020 року життя в бейлівіку майже повністю нормалізувалося, без обмежень проведення громадських заходів та без дотримання соціальної дистанції чи застосування захисник масок для обличчя.

### Січень 2021 року
23 січня 2021 року повідомлено, що напередодні ввечері було виявлено 4 випадки хвороби, джерело інфікування яких не було відомо. Жоден з нових хворих протягом останнього часу не виїжджав за межі острова, і не контактувала з підтвердженими випадками хвороби чи особами, які нещодавно прибули на острів. До 25 січня 2021 року кількість активних випадків на острові досягла 52, 48 з яких були пов'язані з чотирма хворими, виявленими за два дні до цього.
5 лютого 2021 року було підтверджено перший випадок хвороби на Олдерні.

## Заходи боротьби з поширенням хвороби

### Стратегія
Гернсі є самоврядною територією, яка формально не входить до складу Великобританії, та самостійно координує свої заходи боротьби з поширенням хвороби. Відповідно до вказівок ВООЗ, стратегія боротьби з поширенням хвороби уряду Гернсі була розроблена спеціально для бейлівіка, та продовжує адаптуватися відповідно до зміни кількості випадків та розвитку ситуації з інших ракурсів пандемії на островах і у світі. Основним принципом стратегії боротьби з поширенням коронавірусної хвороби на Гернсі, зі слів директора з питань громадського здоров'я доктора Ніколи Брінка є «тестування, відстеження та карантин», а кінцевою метою є згладжування кривої, тобто зменшення піку епідемічної кривої після проведення низки заходів. Сповільнення зростання кількості випадків зменшує ризик перевантаження медичних закладів, дозволяє краще лікувати вже наявних хворих, та затримує виникнення додаткових випадків хвороби до появи вакцини. 15 травня 2020 року, після 15 днів без нових випадків і чіткого вирівнювання кривої, заступник директора з питань громадського здоров'я Хайді Сулсбі вказала, що на острові можна забезпечити елімінацію вірусу (усуваючи присутність вірусу із конкретної території) на всій території бейлівіку.
Розробкою заходів з боротьби з поширенням коронавірусної хвороби на Гернсі займається агентство з цивільних надзвичайних ситуацій, вищий орган серед комітетів, який складається з кількох голів комітетів, та очолюється головою комітету з питань політики та ресурсів (найвищий політик острова). Агентство відповідає за координацію дій після виникнення обставин, «які становлять серйозний ризик для здоров'я та добробуту жителів острова». Агентство консультується з комітетом з питань політики та ресурсів (старший урядовий комітет Гернсі), комітетом з питань охорони здоров'я та соціальної допомоги, та службою охорони здоров'я. За поданням агентства з надзвичайних ситуацій комітет з питань охорони здоров'я та соціальної допомоги розробив норми та правила, згідно яких владні структури бейлівіку діяли під час пандемії.

### Охорона здоров'я та лікувальні заклади
19 березня комітет з питань охорони здоров'я та соціальної допомоги оголосив про свої плани щодо єдиної на острові лікарні — лікарні принцеси Єлизавети — щодо надання допомоги хворим на COVID-19 на острові. Запроваджено низку заходів для мінімізації ймовірності занесення інфекції в лікарню, зокрема з 23 березня запроваджено призупинення проведення планових операцій, проведено підготовку персоналу для надання невідкладної допомоги, та обмежено кількість відвідувань госпіталізованих хворих до одного відвідувача за один раз. 23 березня уряд Гернсі ухвалив рішення закрити лікарню для відвідувачів, за винятком людей, які перебувають на реабілітації, та пацієнтів пологових та дитячих палат. Для боротьби з пандемією медичні агентства вирішили повернути на Гернсі медсестер, які поїхали до Великобританії на роботу.
27 березня відділення денного перебування в лікарні завершило двотижневе перетворення в відділення інтенсивної терапії з підготовкою до розміщення потенційних хворих на коронавірусну хворобу. Також повідомлялося, що на Гернсі на початку пандемії хвороби було більше ліжок інтенсивної терапії на душу населення, ніж у Великобританії, а також на острові було значно краще положення з апаратами штучної вентиляції легень. 27 березня в лікарні запроваджено нову потокову систему, згідно з якою хворі, які поступають у відділення невідкладної допомоги, повинні спочатку зустрітися з потоковою медсестрою, яка запитає хворого про його історію подорожей, самоізоляцію та можливий контакт із COVID-19-позитивним хворим. Після оцінки хворого, якщо він має симптоми COVID-19 або мав контакт із хворим коронавірусною хворобою, направляють до червоної зони № 1, а у випадку відсутності ознак COVID-19 хворого відправляють до жовтої зони № 2. Увесь персонал спеціального підрозділу повинен носити захисні засоби.
30 березня 2020 року медичний директор служби охорони здоров'я та соціальної допомоги доктор Пітер Рейбі запевнив, що лікарня принцеси Елізабет добре підготовлена до збільшення кількості хворих на COVID-19, і сказав, що на Гернсі більше апаратів штучної вентиляції лень на душу населення, ніж у Великобританії. 31 березня повідомлено, що хворим, які звертаються до лікарні з симптомами, пов'язаними із COVID-19, не доведеться платити ні за обстеження, ні за лікування. 2 квітня було оголошено, що відділення торакальної хірургії та кардіохірургії в лікарні з наступного дня буде функціонувати як відділення для лікування хворих інфекціями верхніх дихальних шляхів, куди можна буде звернутися по запису після телефонного дзвінка та появи симптомів гострих респіраторних інфекцій. 5 квітня повідомлено, що служба охорони здоров'я Гернсі витратить від 15 до 20 мільйонів фунтів стерлінгів на оновлення систем та обладнання лікарні принцеси Елізабет у зв'язку з епідемією COVID-19, яке планується провести протягом 18 місяців.
Станом на 23 грудня 2020 року на лікуванні з приводу COVID-19 в лікарні принцеси Єлизавети перебував один хворий, жоден хворий не перебував у реанімації.

### Економіка
19 березня уряд Гернсі повідомив, що він видав 5 мільйонів фунтів стерлінгів для всіх жителів острова (за винятком тих, хто вже має право на отримання виплат по соціальному забезпеченню), які фінансово постраждали від пандемії. Уряд також створив програму медичного страхування для покриття медичних рахунків усіх мешканців бейлівіку, які захворіли під час перебування у Великобританії, за умови, що вони можуть довести, що вони не можуть дозволити собі приватне медичне страхування. 23 березня уряд також повідомив, що буде внесено зміни до закону про жителів острова, щоб захистити нерезидентів, які можуть опинитися без роботи внаслідок епідемії, та будуть змушені залишити острів.
24 березня комітет з питань політики та ресурсів оголосив дві нові схеми підтримки бізнесу та самозайнятих осіб, причому на обидві схеми заплановано виділити приблизно 41 млн фунтів стерлінгів. Схема спільного використання фондів оплати праці тривалістю протягом початкового періоду 13 тижнів покриватиме 80 % заробітної плати працівників, виходячи з мінімальної заробітної плати на Гернсі у 8,50 фунтів на годину (що дорівнює 238 фунтам стерлінгів за 35-годинний тиждень), при цьому решта 20 %, як очікується, будуть покриті самими підприємствами; немає обмежень щодо розміру підприємств, які мають право на цю схему. Схема виплат дозволяла малим підприємствам (чисельністю менше 10 осіб) та самозайнятим особам отримати грант у розмірі 3 тисячі фунтів стерлінгів, щоб використовувати їх «у відповідний спосіб». Комітет прогнозував, що близько 1700 підприємств, на яких працюють приблизно 10500 осіб, будуть відповідати вимогам цієї схеми. 15 квітня повідомлено, що схема підтримки заробітної плати буде розширена, щоб охопити всі підприємства та самозайнятих осіб, після усунення прогалини в підтримці цих осіб у початковій схемі. Повідомлено, що станом на цей же день 2,2 мільйона фунтів стерлінгів було розподілено між 700 підприємствами, й ще багато заявок чекають на обробку звернення.
19 березня 2020 року уряд Гернсі також запровадив деякі послаблення для бізнесу, включаючи ряд фінансових пільг, таких як відстрочки платежів із соціального страхування та податку на нерухоме майно, а також пільги з оренди майна, що перебуває у державній власності. 20 березня був затверджений остаточний варіант надзвичайних фінансових заходів, у тому числі надання 30 мільйонів фунтів стерлінгів для підтримки бізнесу, схема гарантії позик у розмірі 40 мільйонів фунтів стерлінгів для фірм, що займаються торгівлею на місцевому ринку, та тимчасове надання коштів у 25 мільйонів фунтів стерлінгів для місцевої авіакомпанії «Aurigny». 24 березня 2020 року Гернсійська комісія з фінансових послуг затвердила продовження терміну для підприємств для подання фінансової звітності з огляду на операційні проблеми, які виникли внаслідок пандемії.
Голова комітету з питань політики та ресурсів Гернсі Гевін Сент-Пір 27 березня 2020 року підтвердив, що головний банківський регулятор — Банк Англії — дозволив місцевим банкам виявляти гнучкість у наданні кредитів фізичним та юридичним особам, і закликав усіх, хто їх потребує, зв'язатися з ними та домовитися про позику. 30 березня урядом Гернсі була запущена схема гарантування кредитів на 40 тисяч фунтів у співпраці з урядами інших коронних володінь Джерсі і острова Мен, яку підтримували Barclays, HSBC, Lloyds Bank і RBSI and NatWest International, щоб надати подальшу підтримку бізнесу. Ця програма дозволяє підприємствам брати нові кредити та овердрафти на суму до 500 тисяч фунтів стерлінгів, при цьому 80 % від загальної суми забезпечує страхуванням уряд Гернсі.
15 квітня уряд Гернсі опублікував офіційне звернення про збір коштів на підтримку медичних працівників, які борються з епідемією COVID-19, осіб, які зазнали фінансових труднощів, та на забезпечення засобами індивідуального захисту. Звернення було подано у відповідь на «значний попит» острів'ян, які бажали пожертвувати власні кошти, щоб допомогти у боротьбі з пандемією. Уряд створив також ще один фонд, і на два централізовані фонди та банківські рахунки надійшло понад 150 тисяч фунтів стерлінгів. Ще один незалежний місцевий збір коштів для підтримки медичних працівників та допоміжного персоналу зібрав понад 4 тисячі фунтів стерлінгів.

### Тестування та нагляд
Директор служби охорони здоров'я Нікола Брінк оприлюднила процес розгляду підозрюваних випадків наступним чином: виявлення можливого випадку; негайний карантин; та відстеження контактів для виявлення осіб, які можуть інфікуватися внаслідок контакту з цим імовірним випадком хвороби, та відстежити, обстежити та ізолювати їх з метою зупинити поширення хвороби. На Гернсі зареєстровано високий рівень кількості тестувань, в кілька разів більше на душу населення, ніж у багатьох інших країнах і територіях. Процес тестування був описаний як «швидкий і простий», оскільки ті, хто не може керувати автомобілем, або самостійно дістатися до центру тестування, могли домовитись про тестування вдома. Ті особи, з ким безпосередньо зв'язалися представники уряду, мали знаходитися на самоізоляції (зокрема, особи з підтвердженим випадком хвороби, контакти підтверджених випадків, та особи, заброньовані на тестування або очікування результатів), та проходити регулярні перевірки стану, які спочатку проводили служби охорони здоров'я до того, як цим стали опікуватися волонтери. Особам з позитивним тестом на коронавірус проводився повторний тест через 14 днів або через 48 годин після зникнення всіх симптомів хвороби (залежно від того, що настане пізніше). Визнаючи, що існують різні визначення «одужання» від коронавірусної хвороби, доктор Брінк уточнив, що на Гернсі використовували вірусологічне визначення з повторним тестом на 14 день, щоб підтвердити, що вірус елімінувався.
Часто підкреслювалось, що на Гернсі проводиться відносно велика кількість тестувань на душу населення, оскільки це є частиною урядової стратегії Гернсі, зокрема 15 квітня 2020 року повідомлено, що на острові протестували 26 осіб на 1000 населення, що більш ніж у 5 разів більше, ніж у Франції, і майже у 10 разів більше, ніж у Великобританії, та виявлено пропорційно більшу кількість випадків хвороби в бейлівіку, ніж в інших державах та територіях.
Оскільки на початку епідемії на Гернсі не було відповідно обладнаної лабораторії, то зразки біоматеріалу відправлялись для тестування у Великобританію, поки на острів не доставили відповідне обладнання. У зв'язку з перенавантаженістю британських лабораторій час, необхідний для отримання результатів тестування, збільшувався у кілька разів порівняно зі стандартним часом отримання результату за 48 годин. У листі, направленому до прем'єр-міністра Великобританії Бориса Джонсона 20 березня 2020 року, уряд Гернсі вимагав гарантій, що Великобританія буде забезпечувати тестування в коронних володіннях до цього часу, поки Гернсі не створить свій власний центр тестування; у відповіді від Джонсона підтверджено, що британські лабораторії будуть проводити тестування, поки на Гернсі не створять відповідні умови для тестування. 30 березня 2020 року повідомлено про початок роботи місцевої лабораторії, після чого результати тестувань стали доступними набагато швидше, ніж тести, проведені за межами острова. У підсумку служба охорони здоров'я бейлівіку оголосило, що з 31 березня розпочнеться більш широка програма масового тестування населення з проведенням тестування осіб, які мають скарги з боку органів диханням, за направленням місцевих лікарів.
5 травня уряд острова повідомив, що спрямує кошти, зібрані громадськістю після звернення місцевої ініціативної групи, на придбання життєво необхідного обладнання, щоб розширити потужності для тестування на COVID-19 на Гернсі для проведення до 400 тестів на день. 15 травня керівник служби охорони здоров'я Нікола Брінк повідомив, що уряд замовив 10 тисяч наборів для тестування антитіл, нещодавно затверджених службою охорони здоров'я Англії, з метою охоплення тестуванням усіх, хто має ймовірні симптоми коронавірусної хвороби, а усіх контактів підтверджених випадків хвороби, щоб потенційно виявити більше безсимптомних випадків хвороби. У липні 2020 року було замовлено нове обладнання, яке прибуло на острів наприкінці вересня, що дозволить проводити на острові до 2 тисяч тестувань на день.
Першочергово проводилось тестування працівникам лікарень, якщо в них з'являються відповідні симптоми хвороби, і що працівники лікарень будуть відсторонені з роботи, якщо в них є лише незначне погіршення самопочуття, після чого їх негайно відправляли на обстеження. Керівник служби охорони здоров'я острова також повідомив, що як тільки стане доступним тестування на антитіла, яке визначає осіб з імунною відповіддю до коронавірусу, працівники лікарень також будуть обстежуватися в першу чергу.

### Вакцинація
Перша партія з 975 доз вакцини Pfizer-BioNTech проти COVID-19 прибула на Гернсі 12 грудня, першими почали вакцинуватися 17 грудня 2020 року працівники прикордонної служби та персонал і жителі будинків догляду за особами похилого віку. Друга партія вакцини очікувалася 11 січня 2021 року для решти медичних працівників та мешканців будинків догляду за особами похилого віку. 8 січня 2021 року повідомлено, що уряд острова встановив цільовий показник у 40 тисяч щеплень до кінця березня 2021 року, тобто 18 500 доз вакцини «Pfizer» та 22 тисячі доз вакцини «AstraZeneca», більшість з яких буде вводитися у центрі дозвілля «Beau Sejour».

## Хронологія заходів боротьби з поширенням хвороби

### Лютий-березень 2020 року: Перші заходи
6 лютого 2020 року уряд Гернсі опублікував звернення, в якому радить мешканцям острова, які повертаються з материкового Китаю, знаходитись на самоізоляції протягом 14 днів після прибуття до бейлівіка для зменшення ризику інфікування жителів островів, посилаючись на правила самоізоляції в положенні про охорону здоров'я в Англії, щодо пунктів, у якому випадку не відвідувати роботу, школу чи громадські місця, уникати користування громадським транспортом або таксі, та не допускати відвідування будинку ймовірно інфікованих осіб особами, які в ньому не проживають. Через день уряд розширив список постраждалих районів, повернення з яких вимагає самоізоляції, куди включили материковий Китай, Гонконг, Японію, Макао, Малайзію, Південну Корею, Сінгапур, Тайвань та Таїланд. 10 лютого уряд Гернсі підтвердив, що проведено тестування на коронавірус 7 місцевих жителів, та попросив острів'ян «уникати припущень або хвилювань». 25 лютого уряд Гернсі оновив свою інформацію про самоізоляцію для жителів бейлівіку, що повернулися до місця проживання, визначивши території груп А та групи В. Мешканці островів, які повертаються з територій групи А (материковий Китай, Іран, Південна Корея та деякі частини Італії), повинні були піти на самоізоляцію на 14 днів після прибуття, тоді як ті, хто повертався з районів групи В, повинні були самоізолюватися лише за наявності симптомів хвороби.
Початкові поради, які надавав населенню урядом Гернсі, що складали основу фази «стримування» заходів боротьби з поширенням хвороби, полягали у зміні поведінки, що заохочує мити руки протягом щонайменше двадцяти секунд, уникати дотику до власного обличчя та практикувати гігієну дихання, а також поради дотримуватися соціального дистанціювання, та триматися принаймні на 2 метри від інших людей, особливо тих, у кого є симптоми хвороби. Уряд Гернсі також опублікував поради щодо підтримки інших осіб у час епідемії, заохочуючи жителів островів телефонувати літнім чи вразливим членам родини, друзям та сусідам, пропонувати робити покупки тим, хто перебуває на самоізоляції, та уникати необов'язкових поїздок за межі островів. Комісія з охорони здоров'я також опублікувала відеоматеріали з порадами та вказівками щодо проведення комплексу вправ для підтримки здоров'я та фізичної активності усієї сім'ї під час самоізоляції, рекомендуючи дві сесії по 20-30 хвилин на день для підтримки фізичного та психічного благополуччя. Комісія також пояснила, що хоча люди можуть виходити на вулицю, щоб позайматися наодинці, дотримуючись соціального дистанціювання, проте жителям острова рекомендовано за наявної можливості залишатися якнайдовше вдома.
Перший випадок хвороби на Гернсі виявлений 9 березня 2020 року, після чого урядовий комітет запровадив положення про надзвичайну ситуацію в бейлівіку Гернсі, які набрали чинності 18 березня, який став першим із ряду нормативних актів щодо надзвичайних повноважень, прийнятих урядом Гернсі у відповідь на поширення хвороби. Це положення передбачало, що медичні працівники можуть застосувати введення надзвичайних заходів, передбачених законом, перший з яких передбачав, що будь-хто, хто прибуде до бейлівіка Гернсі з будь-якої іншої місцевості після прибуття опівночі 19 березня, має йти на самоізоляцію терміном 14 днів. Це положення також надавали правоохоронцям право затримувати осіб, якщо вони підозрюють, що ці особи інфіковані коронавірусом, та існує ризик його передачі іншим людям, поки медичний працівник не надасть консультацій щодо подальших дій до цієї особи. 18 березня уряд бейлівіку вперше використав бази даних «Sure», JT та «Airtel-Vodafone» для надсилання масових SMS-повідомлень з інформацією про необхідність самоізоляції на номери, які використовуються на території бейлівіку. Ця технологія зарезервована для критичних надзвичайних ситуацій або загроз здоров'ю.
20 березня 2020 року уряд Гернсі запровадив обмеження для барів, клубів та інших закладів, які мають ліцензію на продаж алкоголю, в якій передбачено, що всі нічні клуби та бари, де не подають гарячу їжу, мають закритися, а алкоголь можна подавати усередині пабів та ресторанів лише у випадку, якщо він подається разом із готовою або гарячою їжею. Депутат парламенту бейлівіку Гевін Сент-Пірс також закликав відвідувачів та власників закладів громадського харчування поважати дух, а не букву закону, і не шукати шляхів обходу обмежень, порадивши тим, хто має спокусу це зробити: «Подумайте ще раз. Перегляньте Netflix, і зробіть висновок». Ресторани та інші заклади громадського харчування, а також місцеві спортзали спочатку залишалися відкритими для відвідувачів за умови дотримання суворих санітарно-гігієнічних правил, що гарантують відвідувачам фізичну дистанцію один від одного.

### Березень-квітень 2020 року: перший локдаун
Після підтвердження випадку місцевої передачі вірусу 24 березня уряд Гернсі повідомив у прямому ефірі, що у бейлівіку запроваджується локдаун на початковий період у два тижні з 00:01 25 березня, згідно з яким накладається обмеження на свободу пересування людей, що підлягає застосуванню відповідно до законодавчого акта положення щодо надзвичайних ситуацій (коронавірус) за 2020 рік.
Запроваджені заходи передбачали, щоб населення острова залишалося вдома, за винятком покупок предметів першої необхідності, медичної допомоги, 2 годин фізичних вправ на день на свіжому повітрі, а також поїздок на роботу та з неї в закладах, робота яких є життєво необхідною, та яку абсолютно неможливо виконувати вдома. Інші заходи включають закриття всіх магазинів, які не торгують товарами першої необхідності, підприємств та громадських приміщень, а також заборону громадських заходів за участю більш ніж 2 осіб (за винятком людей з однієї сім'ї). Весілля, хрещення та інші релігійні церемонії також були заборонені, дозволяється проведення поховань, але на них можуть бути присутні лише найближчі родичі. Заступник голови уряду Гевін Сент-Пірс зробив порівняння з обмеженнями, встановленими під час окупації Нормандських островів під час Другої світової війни, зазначивши, що цими заходами запроваджено найбільше позбавлення особистих свобод з часів Другої світової війни. 29 березня уряд Гернсі опублікував детальні зміни до карантинних заходів для підприємств та самозайнятих осіб після певної плутанини щодо того, які галузі ще можуть працювати.
26 березня уряд Гернсі повідомив про запровадження спеціальних захисних заходів для надзвичайно вразливих до хвороби осіб, порадивши їм залишатися вдома протягом 12 тижнів і звести до мінімуму всі фізичні контакти з іншими. У зв'язку з тим, що 1 квітня кількість випадків хвороби досягла 91, повідомлено, що стратегія боротьби з поширенням хвороби переходить до фази затримки поширення хвороби. Уряд Гернсі також роз'яснив, що вихід з дому для уникнення домашнього насильства, є прийнятним, і це буде вважатися поважною причиною для залишення місця проживання, та опублікував вказівки для жертв домашнього насильства, рекомендувавши додаток, який дозволяє смартфону користувача стати засобом безпеки, надсилаючи їх місцеперебування до спеціальних служб при активації струшуванням телефону. Заступник голови уряду Гернсі Гевін Сент-Пірс також звернувся до острів'ян із проханням заповнити добровільну онлайн-форму для збору інформації про стан справ у громаді, і попросив острів'ян надсилати запитання до уряду електронною поштою, на які відповідатимуть на наступній прес-конференції.
2 квітня 2020 року урядовий комітет схвалив ще кілька доповнень до карантинних заходів, які, за словами Сент-Пірса, «в значній мірі розроблені для планування наперед, щоб ми могли краще справлятися з проблемами, які виникатимуть унаслідок того, що ми всі повинні дотримуватися безпечної відстані один від одного». До них включені нормативні акти, які змінювали певні вимоги, передбачені законом про психічне здоров'я (бейлівіку Гернсі) за 2010 рік, відповідно до рекомендацій урядового комітету після побоювань щодо його дотримання під час пандемії; положення про парафіяльні питання, які дозволяли парафіям продовжувати вести свою діяльність за відсутності надходження податкових платежів, які зараз неможливі за обмежень карантину; правила, які змінювали процедури щодо смертей та кремації трупів для запобігання поширення COVID-19.
5 квітня комісія з питань закордонної допомоги та розвитку (створена як урядовий комітет Гернсі) погодилася призупинити витрати на всі проєкти, передбачені у 2021 році, з метою економії та повернення на рахунки уряду Гернсі понад 1 мільйона фунтів стерлінгів для фінансування заходів боротьби з поширенням коронавірусної хвороби. Після підтвердження 2 груп випадків в різних будинках догляду за особами похилого віку на Гернсі, унаслідок чого налічувались десятки співробітників та мешканців будинків догляду, хворих на COVID-19, уряд Гернсі опублікував терміновий публічний запит щодо надання допомоги хворим працівникам будинку догляду або волонтерам у будинках догляду та громадських установах, а також розробки окремої програми заходів щодо боротьби з поширенням хвороби в будинках догляду за особами похилого віку на території бейлівіку.

### Квітень 2020 року-січень 2021 року: поетапний вихід із суворого карантину
17 квітня 2020 року урядова комісія повідомила, що задоволена графіком вирівнювання кривої, та оприлюднила свої плани щодо поетапного відновлення ділової активності та виходу з карантину. Розроблена так звана «стратегія виходу», поділена на 6 етапів, на кожному з яких поступово послаблюються обмеження пересування людей та обмеження економічної діяльності, після запровадження якого скасовуються постанова про перебування вдома, та запроваджується план відновлення економіки. План буде постійно контролюватися з використанням тестування, відстеження контактів, та карантину ймовірних інфікованих, з дотриманням конкретних критеріїв, недотримання яких за необхідності може спричинити повторне запровадження карантинних заходів. Директор медичного управління доктор Брінк підкреслив, що адаптивний характер запроваджених урядом Гернсі заходів означає «повільний вихід із локдауну», і зазначив успіх карантинних заходів у справі скорочення внутрішньої передачі вірусу в бейлівіку, заявивши, що ситуація «настільки хороша, як можна було тільки очікувати», і що це перевершило очікування працівників урядової комісії. Після ранішого, ніж за планом, запровадження третього етапу карантинних обмежень Сент-Пірс знову підтвердив, що бейлівік може пройти всі фази карантину швидше, ніж очікувалося, якщо острів збереже свої досягнення у боротьбі та ліквідації хвороби.

#### 8 квітня-19 червня 2020: етапи 1-4
7 квітня у Гернсі підтвердив на брифінгу для засобів масової інформації, що карантинні заходи залишаться в силі щонайменше ще на 14 днів, хоча вже запроваджено зміни до обмежень для бізнесу, які набули чинності з полуночі 8 квітня, якими дозволено роботу частині торгових закладів, які працюють у режимі доставки, за умови забезпечення соціального дистанціювання та відповідних санітарно-гігієнічні умов, та перебування не більше 2 працівників у приміщенні. Ці зміни визнані першою фазою поступової стратегії виходу з режиму локдауну, яка офіційно розпочалась через 10 днів. Відзначивши, що значна частка смертей та випадків хвороби зареєстрована в будинках догляду за особами похилого віку по всьому острову, 9 квітня уряд ухвалив рішення заборонити всі відвідування будинків догляду на найближчий час. Усі відвідування хворих у відділеннях для лікування COVID-19 у лікарнях заборонені, припинено планові відвідування у хоспісах; візити до осіб в останні дні життя будуть розглядатися індивідуально. З 8 квітня також запроваджено розширену програму масового тестування з розширеними критеріями включення до програми, що дозволяють провести тестування більшої кількості осіб.
Другий етап стратегії виходу з локдауну розпочався з опівночі 25 квітня, дозволено знову відкритись обмеженій кількості підприємств, включно садівництво, будівництво та інші галузі, в роботі яких немає безпосереднього контакту з людьми в приміщенні, оптову торгівлю та торгівлю транспортними засобами, сферу обслуговування, ремонт, та продаж нерухомості, оренда та фінансові операції. Відповідні заклади можуть відкриватись лише тоді, коли вони повідомлять про проведення відповідних санітарно-гігієнічних заходів, та працюють з суворим дотриманням соціального дистанціювання та гігієни, а доктор Брінк додав, що для тих закладів, які повертаються до роботи, «це вже не буде такою роботою, як раніше». Більше 1100 закладів на Гернсі подали заявку на відновлення роботи відповідно до другої фази карантинних обмежень. 1 травня повідомлено про подальше послаблення карантинних обмежень як частини другої фази виходу з локдауну, яке набуло чинності наступного дня, завдяки чому члени одного домогосподарства зможуть зустрітися з іншою сім'єю та провести час з тими, хто є членами їх сім'ї та проживає окремо, за умови дотримання соціального дистанціювання. Жителям островів також дозволялося брати участь у активних діях з однією людиною, яка не належить до їхньої родини, також лише за умови дотримання соціального дистанціювання, зокрема дозволено катання на човнах, риболовлю та індивідуальне навчання. Після 7 днів поспіль, протягом яких не було виявлено нових випадків, 7 травня уряд видав розпорядження, яке спочатку мало вступити в дію на третьому етапі скасування карантинних обмежень, у якому дозволено подовжити щоденні індивідуальні заняття спортом на свіжому повітрі з 2 до 4 годин.
Очікувалося, що третя фаза скасування карантинних обмежень розпочнеться після чотиритижневого періоду, протягом якого з'являються нові кластери хвороби, лише невелика кількість нових випадків хвороби, а кількість госпіталізацій залишаться стабільною або скорочується. Однак, після 15 днів поспіль без нових смертей та нових випадків хвороби, 15 травня уряд Гернсі вирішив запровадити третій етап виходу з локдауну з полуночі наступного дня — на тиждень раніше, ніж передбачалося. Полегшені обмеження третього етапу дозволили знову почати роботу закладів громадського харчування на виніс, дозволено індивідуальну молитву в місцях поклоніння, будівельні роботи в приміщенні, а також відкрити частину офісів у випадках, коли робота на дому була неможливою. Проте у всіх випадках вимагається дотримання заходів соціального дистанціювання. Крім того, дозволено створити більшу бульбашку безпеки з об'єднань двох менших бульбашок з двох домогосподарств (домогосподарств, об'єднання яких дозволено у другій фазі скасування карантинних обмежень); проте домогосподарства не можуть змінити або обміняти домогосподарства, до яких вони вже приєдналися.
22 травня у бейлівіку зареєстровано 22 дні поспіль без нових випадків або смертей від коронавірусної хвороби, що спонукало службу охорони здоров'я повідомити про початок четвертого етапу скасування карантинних обмежень з 30 травня — на 6 тижнів раніше, ніж очікувалося раніше. Зміни до обмежень, запроваджені на четвертій фазі скасування обмежень, дозволять відновити роботу ресторанам та кафе, перукарням та косметологам, кінотеатрам, тренажерним залам та спортивним майданчикам, з дотриманням жорстких заходів соціального дистанціювання. Окрім того, з 8 червня планується відновити навчання в усіх навчальних закладах, і в службі охорони здоров'я заявили, що буде ймовірність дозволу «деяких громадських заходів» з можливими обмеженнями щодо кількості відвідувачів. Також будуть дозволені нетермінові поїздки по острову та за його межі, але прибуваючі на острів все одно повинні дотримуватись 14-денної самоізоляції після приїзду.

#### 20 червня 2020 року—23 січня 2021 року: 5 фаза скасування карантинних обмежень
П'ятий етап скасування карантинних обмежень, який отримав назву «бульбашка бейлівіку», розпочався 20 червня 2020 року. Про це було повідомлено 11 червня, через 42 дні без нових випадків на островах, і доктор Брінк зазначив, що програма масового тестування населення Гернсі не показала жодних доказів поширення коронавірусу в бейлівіку. На п'ятому етапі були зняті вимоги соціального дистанціювання, що дозволило багатьом закладам, включно пабам та ресторанам, відновити звичайну роботу на повну потужність. Обмеження самоізоляції залишаються в силі для певних категорій осіб, включно тих, хто прибуває на територію бейлівіка. Дозволено відкривати громадські місця та нічні клуби, дозволено займатися контактними видами спорту, що зробило Гернсі першою місцевістю у Британії, де дозволено проводити матчі з футболу, регбі та нетболу.
Пізніше п'ята фаза був розділена на три підфази. Друга з цих підфаз, фаза 5b, була запроваджена 17 серпня 2020 року із запровадженням для країн категорій груп А, В та С, щоб визначити правила, що застосовуються до прибулих із цих країн: ті, хто прибувають з країни групи А, мали перебувати в ізоляції протягом 14 днів; ті, хто прибувають з країни групи В, мають перебувати в карантині протягом 7 днів, і перед закінченням терміну карантину мають зробити тест на коронавірус; а тим, хто прибуває з країни групи С, не потрібно було ізолюватися або проходити тестування (ця категорія обмежувалася виключно країнами, які встановили пряме повітряне сполучення з островом).
Етап 5с набув чинності 28 жовтня 2020 року, в якому скасовано поділ країн на категорії А, В та С, та запроваджено категорій країн з номерами від 1 до 4. На цьому етапі кожен, хто прибував на територію бейлівіка, зобов'язаний користуватись «Маршрутом подорожуючих», запроваджений урядом Гернсі, з вимогою, щоб усі прибулі до бейлівіка (за винятком рейсів між островами) реєструвалися і, залежно від їхньої недавньої історії подорожей, проходили тестування та ізолювалися протягом 7 або 14 днів. 23 грудня 2020 року служба охорони здоров'я Гернсі повідомила, що будуть запроваджені «виїзні тестування» для всіх, хто прибуває до бейлівіка на їх тринадцятий день самоізоляції. Якщо особа відмовиться від проходження цього тестування, то їй буде продовжено обов'язковий термін ізоляції до 21 дня. Нові заходи були впроваджені внаслідок поширення більш заразного британського варіанту вірусу. У січні 2021 року Були введені більш жорсткі обмеження на прибуття. Тим, хто лише планував приїхати на острів, потрібно було отримати дозвіл на прибуття перед поїздкою на острів, а місцеві жителі більше не мали автоматичного права на повернення.

### Січень-березень 2021: другий локдаун
Уранці 23 січня 2021 року, після виявлення 4 нових випадків хвороби з невідомим механізмом інфікування, уряд Гернсі оприлюднив розпорядження про негайне скасування всіх зібрань та заходів разом із дотриманням заходів соціального дистанціювання. Будинкам догляду за особами похилого вікам та лікарням рекомендували не впускати відвідувачів на свою територію. Опівдні цього дня була запланована прес -конференція, на якій повідомлено, що негайно запроваджується нове розпорядження про карантин з майже ідентичними правилами та обмеженнями, як і під час першого локдауну, і з подальшими вказівками щодо наступних карантинних заходів на найближчі дні. Локдаун був оголошений безстроковим, з першим переглядом його умов через два тижні.
5 лютого 2021 року було підтверджено, що локдаун триватиме принаймні до 10 лютого, коли буде надано оновлення плану виходу з другого локдауну. Головний міністр Гернсі Пітер Фербраш заявив, що очікує, що цей локдаун завершиться набагато швидше, ніж перший.
13 лютого 2021 року схвалений законопроєкт про обов'язкове носіння захисник масок у всіх видах громадського транспорту та у громадських місцях у закритому приміщенні на території бейлівіку.
22 березня 2021 року на Гернсі розпочався третій етап виходу з другого локдауну, який включав скасування всіх внутрішніх обмежень у бейлівіку, та повернення до звичайного способу життя на островах.

### Квітень 2021 року: заплановане скасування прикордонних обмежень
З 30 квітня були скасовані обмеження на нетермінові поїздки, які залежать від країни чи регіону, з якого прибуває особа. Подорожуючі, які прибувають з місць із менш ніж 100 випадками на 100 тисяч населення, проходять тестування в день прибуття та на 7-ий день, між якими вони повинні самоізолюватися, перш ніж перейти до посиленого пасивного спостереження за ними протягом наступних 7 днів.
На 14 травня очікувалось введення менш жорсткі заходи щодо прибулих із територій категорії 2, тобто тим, хто прибуває з місць із менш ніж 30 випадками на 100 тисяч населення, які мають негативний результат після прибуття — вони не мають знаходитись на ізоляції, але мають знаходитись під пасивним спостереженням, який включає обмеження доступу до будинків догляду за особами похилого віку та нетермінового стаціонарного лікування.
На 1 липня 2021 року було заплановано повне відкриття кордонів — уперше з березня 2020 року, за умови завершення І етапу програми вакцинації (обидві дози) та можливих вимог до тестування або підтвердження вакцинації.

## Реакція на епідемію
Репортер журналу «ITV News» Гері Берджесс повідомив, що реакція уряду Гернсі «була визначена багатьма особами як зразок хорошого спілкування під час пандемії коронавірусу». Берджесс особливо підкреслив ясність та відчуття прозорості у відповідях, посилаючись на прес-конференції, які проводились двічі чи тричі на тиждень керівниками служби охорони здоров'я бейлівіку, на яких журналісти могли задавати скільки завгодно запитань від імені всіх жителів острова, уряд Гернсі постійно публікував дані про місця спалахів, кількість хворих, які перебувають на лікуванні в лікарні, і кількість одужалих, а також надавав інформацію про розширений процес відстеження контактів.
У розпал обмежень, запроваджених у березні та квітні 2020 року, населення островів могло бачити зображення та малюнки веселок, які демонструвалися по всьому острову як «символ позитиву та надії» під час пандемії.
Дотримання правил карантину та ізоляції на островах було дуже високим. Станом на 30 червня з близько 65 тисяч населення 59 осіб отримали «офіційні попередження» від поліції, а 5 осіб передані на розгляд для притягнення до відповідальності за порушення правил надзвичайного стану, що на 99,9 % відповідало карантинним правилам.
На знак визнання його ролі в координації заходів з боротьби з епідемією хвороби у бейлівіку доктор Брінк в 2020 році на офіційний день народження королеви нагороджений Орденом Британської імперії за заслуги у розвитку сфери охорони здоров'я Гернсі.

## Вплив епідемії

### Економіка
Пандемія та заходи, вжиті для запобігання поширення хвороби, справили серйозний вплив як на економіку Гернсі, так і на світову економіку. Падіння економіки в бейлівіку, яке названо «безпрецедентним», яке спричинене пандемією, а також карантинними заходами, та названо гіршим, ніж падіння, яке спостерігалося під час фінансової кризи 2008 року, яка спричинила економічну рецесію. Агентство «Island Global Research» дослідило, що в усіх 3 коронних володіннях Великобританії 49 % працівників сфери послуг відчули падіння попиту або були змушені повністю закритися, тоді як 12 % повідомили про збільшення попиту. Крім того, 29 % економічно активних громадян на Гернсі від 6 квітня 2020 року або втратили роботу, або працювали менше годин на тиждень.
Уряд Гернсі оцінив вартість пандемії для бейлівіку лише в 2020 році від 170 до 190 мільйонів фунтів стерлінгів, і щоб компенсувати втрачені доходи уряду, фінансування різних програм фінансової допомоги та збільшення витрат на подолання кризи, і, ймовірно, матиме вплив ще у 2021 році та далі. З них до 100 мільйонів фунтів стерлінгів потенційно буде покрито суверенним фондом острова (основний інвестиційний резерв, який часто називають «фондом чорних днів»), хоча голова уряду острова вказав, що інвестиції в економіку бейлівіку скоротилися на 11 % у першому кварталі 2020 року, і тому уряд не буде скасовувати інвестиції до нового збільшення їх вартості. Для забезпечення ліквідності та грошових потоків, комітет з політики та ресурсів замість цього буде проводити позику в розмірі до 500 мільйонів фунтів стерлінгів для покриття втраченого доходу та підтримки бізнесу, поки не будуть надходити платежі до бюджету Гернсі.

#### Фінансовий ринок
Пандемія та заходи, вжиті для стримування її поширення, спровокували економічний спад, який, на думку багатьох експертів буде гіршим, ніж той, який спостерігався під час фінансової кризи 2008 року, що спричинило серйозну економічну рецесію, яка вплинула як на місцеву, так і на світову економіку. Хоча повний ступінь впливу на економіку Гернсі ще не встановлений, моделювання уряду Гернсі припускає, що економіка втратить близько 330 мільйонів фунтів стерлінгів протягом 2020 року — приблизно від 9 до 10 % економіки острова — і керівник уряду бейлівіку заявив, що без плану відновлення економіки може знадобитися близько 7 років, щоб економіка повернулася на рівень до пандемії.
Гевін Сент-П'єр порівняв економічну кризу, спричинену пандемією, з кризою 2007—2008 років, стверджуючи, що підхід жорсткої економії, прийнятий для відновлення після рецесії десятиліттям тому, був би недоречним, щоб реагувати на «цілком інший економічний механізм», і натомість припустив, що значні фінансові інвестиції та підтримка з боку держави будуть більш ефективними для досягнення «V-подібного економічного відновлення та піднесення». Депутат парламенту Ліндон Тротт сказав, що вкрай необхідно, щоб уряд Гернсі брав позики для фінансування своєї стратегії економічного відновлення, та заявив, що альтернатива жорсткої економії, скорочення видатків і збільшення податків «подовжить період рецесії, а також перешкоджатиме конкурентоспроможності і впливатиме на працюючих людей і їх сім'ї».

#### Реакція споживачів
На початку березня 2020 року частина жителів островів проводили панічні покупки в супермаркетах і продуктових магазинах по всьому бейлівіку, що призвело до довгих черг і дефіциту туалетного паперу, макаронних виробів і свіжих продуктів. Магазини обмежили купівлю товарів першої необхідності 3 упаковками товару, поставили охоронців у проходах та використовували скотч для забезпечення соціального дистанціювання на касах. У зв'язку із зростанням кількості панічних покупок 22 березня 2020 року уряд Гернсі запевнив, що острів «не має поточних проблем із постачанням товарів першої необхідності», і закликав жителів бейлівіка залишатися уважними до інших і припинити панічні покупки, рекомендувавши тим, хто продовжує це робити, «просто взятися за руки і не бути таким егоїстом».
Також уряд опублікував заяву, в якій жителів островів просять припинити скуповування ліків після збільшення кількості осіб, які купляли знеболюючі та інші ліки цілими партіями, а також повідомлення про те, що люди тиснуть на фармацевтів, щоб вони видавали ліки наперед. Уряд попередив, що надмірні закупки чинить непотрібний тиск на ланцюг поставок, і що немає страху щодо дефіциту або припинення поставок на острови. Опитування, проведене агентством «Island Global Research» щодо впливу пандемії на коронні володіння Великобританії, показало, що протягом тижня, що почався 23 березня, 79 % респондентів у Гернсі змогли придбати всі або більшість товарів першої необхідності, які вони запланували купити в магазинах.
2 квітня 2020 року компанія «Guernsey Electricity» повідомила, що споживання енергії після карантину, запровадженого 25 березня, скоротилося на 10 %, назвавши таке падіння «чудовим», і вказавши ймовірними причинами його закриття підприємств, а також підвищення температури повітря. У зв'язку з тим, що працюючі особи під час карантину проводять більше часу вдома з сім'єю (також завдяки частковому закритті закладів), кількість перероблених відходів життєдіяльності зросла на 30 %, загальна кількість побутового сміття збільшилося на 20 %, а загальна кількість відходів з підприємств, зменшилися наполовину. Уряд Гернсі зазначив, що збільшення майже вдвічі обсягів переробки домашнього скла свідчить про те, що острів'яни переважно вживали міцні напої вдома. 21 травня 2020 року Кооператив Нормандських островів повідомив, що під час карантину помічено зменшення кількості осіб, які користуються послугами великих магазинів, після короткого періоду сплеску відвідуваності з приводу панічних покупок на початковому етапі пандемії.

#### Зайнятість населення
Пандемія та заходи, які вживалися для запобігання поширення хвороби, суттєво вплинули на роботу закладів та зайнятість у бейлівіку, наслідком чого стало закриття частини закладів, збільшення безробіття, та звільнення частини працівників. У відкритому листі до жителів бейлівіка заступник голови уряду Ліндон Тротт повідомив прогнози, згідно з якими до 2 тисяч місцевих жителів можуть стати безробітними.
Місцева компанія «Specsavers» — найбільший приватний роботодавець у бейлівіку — 2 квітня 2020 року повідомила, що очікується скорочення персоналу компанії на 5 % через значний вплив пандемії на продажі та дохід компанії, що вимусило компанію скоротити 20 робочих місць на Гернсі. 6 квітня компанія «Channel Island Lines» повідомила, що терміново припиняє свою діяльність, внаслідок чого 80 осіб залишилися без роботи (у тому числі 12 у Гернсі). Причиною краху компанія назвала «дуже складні умови діяльності», спричинені пандемією. 15 квітня місцева авіакомпанія «Aurigny» повідомила про переведення 170 співробітників на 70 % їхньої звичайної основної зарплати, а решту персоналу попросили працювати на 80 % їх попередньої оплати. Очікувалося, що ці заходи дозволять компанії заощадити 450 тисяч фунтів стерлінгів на місяць. 20 травня 2020 року генеральний директор поромної компанії «Condor Ferries» заявив, що у зв'язку з пандемією існує ризик «значних звільнень».
1 квітня повідомлено, що 1100 осіб звернулися до фонду допомоги уряду Гернсі, також до фонду надійшли 2000 електронних листів із проханням отримати додаткову інформацію. Кошти фонду призначені для підтримки тих, хто звільнений з роботи, має значно знижений дохід сім'ї, не може працювати вдома та перебуває в обов'язковій самоізоляції, або не може працювати, оскільки доглядає за дитиною, яку не можуть доглядати інші особи.
У зв'язку зі значним збільшенням попиту на медичне обладнання деякі місцеві компанії, зокрема «Intersurgical Guernsey», яка виробляє медичне обладнання, необхідне для лікування пацієнтів із COVID-19, збільшили свій обсяг виробництва на 36 % від близько 350 тисяч одиниць продукції на тиждень до понад 500 тисяч, і взяли на роботу 12 додаткових співробітників, включаючи тих, які раніше були звільнені внаслідок пандемії.

#### Будівництво
12 квітня повідомлено, що будівництво, найімовірніше, найбільше постраждало від пандемії серед галузей економіки островів, що спричинило подачу понад 600 заяв на підтримку бізнесу до урядових структур Гернсі. Виступаючи від імені уряду, Пол Вітфілд повідомив про плани запровадити, коли буде можливість, повернення незначної кількості будівельних підприємств до роботи з дотриманням усіх необхідних протиепідемічних заходів, як частину стратегії відновлення економіки, за дотримання вирівнювання кривої випадків хвороби.

#### Фінанси
Найбільша галузь економіки Гернсі — фінансовий сектор — найменше постраждав від пандемії, багато співробітників можуть працювати з дому, хоча віце-президент Торгової палати Гернсі Елейн Грей зазначила, що цей сектор відчув миттєве падіння грошових потоків, а також мали місце скорочення працівників та зменшення зарплат у підприємствах, що надають фінансові послуги.

#### Заклади громадського харчування та готельний бізнес
Виконавчий директор спілки власників готелів Пол Вітфілд описав стан готельного бізнесу на островах як «значно постраждалий внаслідок пандемії». 23 березня компанія «Liberation Group», яка володіє низкою пабів, барів і ресторанів на островах, закрила всі свої філії. 29 березня 2020 року, після роз'яснення суворих карантинних заходів, запроваджених за 4 дні до цього, всім ресторанам, кафе та кіоскам, багато з яких домовилися про запровадження послуг з доставки їжі, щоб залишатися відкритими під час карантину, було наказано закритися. 15 травня видання «Guernsey Press» повідомило, що працівники готельного бізнесу очікують найгіршого фінансового року з часів окупації.

#### Роздрібна торгівля
31 березня 2020 року найбільша компанія роздрібної торгівлі на Гернсі «Sandpiper CI» повідомила, що його купівля компанії «Guernsey Pub Company», власника пивоварні «Randalls Brewery», зірвалася через вплив пандемії, а угода купівлі-продажу припинялася 1 квітня 2020 року.

#### Ринок нерухомості
6 квітня повідомлено 2020 року, що продажі та здача в оренду нерухомості впали не «різко» і що, незважаючи на те, що огляди будинків, в тому числі огляди інспекторами та перевізниками, були скасовані через карантин, агенти з нерухомості мали оптимістичний настрій, хоча оцінювати вплив пандемії на ринок нерухомості на Гернсі було надто рано.

#### Туризм
Пандемія значно вплинула на туризм і відвідування острова, які є ще однією значною частиною економіки Гернсі. 11 березня повідомлено, що компанія «Guernsey Harbors» для запобігання поширення хвороби скасувала заплановане на 20 березня 2020 року прибуття на острів круїзного лайнера. Згодом 19 березня кілька туроператорів скасували прибуття всіх круїзних кораблів на острів до початку травня, у тому числі 9 кораблів, які планували відвідати острів у квітні, та 3 кораблі, які мали прибути у травні.

#### Бюджетні витрати
Під час оголошення бюджету на 2020 рік у листопаді 2020 року було оцінено, що доходи уряд острова будуть на 120 мільйонів фунтів стерлінгів меншими, ніж передбачалося на 2020 рік (близько 2 тисяч фунтів стерлінгів на особу), що складалося з гірших результатів від торгівлі активами, особливо доходів від портів та авіакомпанії, зменшення збору податків на 30 мільйонів фунтів стерлінгів, та витрат на пряму підтримку бізнесу та населення у розмірі 52 мільйонів фунтів стерлінгів.

### Вплив на політику
Пандемія коронавірусної хвороби призвела до змін у звичайному функціонуванні урядових структур Гернсі, оскільки управління з потань надзвичайних ситуацій отримало повноваження самостійно приймати закони про надзвичайні ситуації для координації роботи та виконання завдань згідно стратегії боротьби з поширенням хвороби. Як наслідок, виникло занепокоєння з приводу відсутності ретельного аналізу кількох рішень, які приймало управління з питань надзвичайних ситуацій — орган, створений для боротьби з наслідками короткострокових надзвичайних ситуацій — через те, що урядові структури не засідають як зазвичай, що спонукало уряд Гернсі розглянути тимчасові зміни у системі управління бейлівіку. Питання було вирішено 14 квітня, коли представники державних органів зустрілися віртуально, щоб ретроспективно проголосувати за різні закони про надзвичайні повноваження, прийняті управлінням з надзвичайних ситуацій, і всі вони були схвалені. На іншій віртуальній зустрічі 15 квітня підготовчий комітет вирішив відкласти перші загальні вибори на Гернсі, які мали відбутися в червні 2020 року, на червень 2021 року. Пізніше вибори були перенесені на жовтень 2020 року.

## Вплив на суспільне життя

### Злочинність
Поліція Гернсі повідомила, що загалом протягом карантину спостерігалося зменшення кількості злочинів, більшість яких стосувалися порушення правил дорожнього руху. Однак після введення карантинних обмежень на Гернсі зареєстрована більша кількість випадків домашнього насильства, що супроводжувалося більшою кількістю дзвінків до поліції та благодійних організацій, що займаються допомогою жертвам домашнього насильства; Поліція Гернсі постійно уточнювала, що вихід з помешкання, щоб уникнути домашнього насильства, є важливою причиною перебування поза місцем проживання. 3 квітня жінка азійського походження зазнала расистських образ з боку чоловіка на автостоянці неподалік магазину «Waitrose».

### Скасування заходів
Відповідно до рекомендацій уряду щодо соціального дистанціювання та обмеження контактів з іншими особами, ряд місцевих громадських заходів було скасовано або перенесено, включаючи святкування Дня визволення Нормандських островів та літературний фестиваль Гернсі. 20 травня організатори підтвердили, що щорічні перегони овець на Сарку скасовано у зв'язку з пандемією коронавірусної хвороби.
Дослідження, проведене соціологічною службою «Island Global Research» що впливу пандемії на життя коронних володінь Великобританії, показало, що протягом тижня, що почався 23 березня, 87 % респондентів на Гернсі були змушені відкласти або скасувати свої громадські плани чи заходи у зв'язку з пандемією. Після закриття церков по всьому острову, і фактичного скасування щотижневих церковних зібрань, «BBC Radio Guernsey» повідомило, що щонеділі буде проводити трансляції церковних служб різних конфесій. 23 березня Королівський суд вніс кілька змін до своїх процедур у зв'язку з пандемією, щоб запровадити соціальне дистанціювання. Більшість послуг для укладення шлюбу все ще буде надаватися.

### Освіта
Пандемія тимчасово призвела до майже повного закриття освітніх закладів у бейлівіку, так само як освітніх закладів в усьому світі. 19 березня служба охорони здоров'я повідомила, що всі школи в бейлівіку будуть закриті з 23 березня принаймні до кінця великодніх канікул, з наміром знову відновити навчання після проведення масового тестування на островах, але пізніше закриття шкіл було продовжено до 31 травня (хоча це рішення мало підлягати постійному перегляду). Виняток було зроблено для дітей, батьки яких були віднесені до категорії працівників життєво важливих галузей, а також дітей та молоді з особливими освітніми потребами, які були допущені до школи за умови дотримання заходів соціального дистанціювання. Керівник уряду острова сказав, що згідно з заходами, від 10 до 15 % дітей продовжуватимуть відвідувати школи під час тимчасової зупинки навчання. 7 квітня повідомлено, що у школах продовжують навчання 126 дітей та підлітків.
Закриття шкіл через пандемію також призвело до подальших порушень роботи освітніх закладів, включаючи зміни в процедурах іспитів, затримки результатів і підтвердження результатів іспитів, а також переміщення студентів, які навчаються за кордоном. Підтвердження місць у початковій та середній школі, яке зазвичай надсилали до кінця весняного семестру, було затримано, і здобувачам освіти тих рівнів, які не змогли здавати іспити у зв'язку з пандемією, найімовірніше мали бути призначені власні оцінки викладачів відповідно до вказівок екзаменаційного регулятора Ofqual.
 Студентам, які навчаються у Великобританії чи за кордоном, рекомендували повернутися на острів раніше чи пізніше у зв'язку з тим, що багато університетів і навчальних закладів закриваються під час пандемії, й у зверненні від 17 березня 2020 року уряд просив студентів подумати про повернення додому, навіть якщо для цього знадобиться період самоізоляції.
15 травня 2020 року повідомлено, що початкові школи знову відкриються з 8 червня. Половина учнів відвідуватиме школу в понеділок і вівторок, а інша половина — у четвер і п'ятницю, а середа буде використана для посиленого прибирання у школі для запобігання поширенню хвороби. Проте середні школи залишалися закритими.

### Психічне здоров'я
Висловлено занепокоєння з приводу впливу пандемії на психічне здоров'я в бейлівіку, особливо серед молоді та працівників служби догляду за особами похилого віку. Дослідження стану психічного здоров'я та благополуччя показало, що кількість осіб, які стверджують, що вони «процвітають», знизилася з 72 % на початку 2020 року до лише 25 % до середини квітня цього ж року. Висловлено припущення, що частина осіб, які зазвичай відчувають високий рівень тривожності, насправді мали більш позитивний досвід під час карантину, але повернення до нормального життя після карантину може призвести в них до підвищення тривожності після періоду зниження соціальних контактів.

### Спорт
Пандемія коронавірусної хвороби спричинила значний вплив на перебіг спортивних змагань на Гернсі. Скасовані низка спортивних заходів, включно з марафоном Гернсі та півфіналом Кубка Муратті. Сезон футбольного клубу «Гернсі» був перерваний, коли всі матчі Істмійської ліги сезону 2019—2020 років були скасовані, а сезон анульований, в той час як клуб «Гернсі Рейдерс», який очолював Прем'єр-лігу Лондона та Південно-Східного регіону, після того, як розіграш ліги був закінчений достроково у зв'язку з пандемією, отримали підвищення до Національної ліги 2 Південь на наступний сезон без догравання сезону. Щорічний матч з регбі між Гернсі та Джерсі та другий найстаріший трофей з регбі — Кубок Сіаму 2020 року —— перенесений на травень 2021 року.

### Транспортне сполучення
21 березня 2020 року повідомлено, що відповідно до вказівки уряду Гернсі, жодному судну не дозволяється захід на острів Герм з-за меж бейлівіка принаймні до кінця квітня. 23 березня компанія «Sark Shipping» призупинила всі пасажирські рейси до острова Сарк. Усіх жителів острова повернули додому до 30 березня, й з цього дня транспортне сполучення з островом обмежувалось 3 вантажними рейсами судна.
18 березня місцева авіакомпанія «Blue Islands» заявила про готовність проводити репатріаційні рейси до того, як закінчиться крайній термін ізоляції островів. Через два дні, 20 березня, авіакомпанія оголосила, що припиняє всі рейси з Гернсі у зв'язку з відсутністю попиту.
19 березня місцева авіакомпанія «Aurigny» оголосила про зміни до свого розкладу руху, які включали скорочення перевезень між деякими напрямками та повну призупинення частини маршрутів, роботу яких спочатку планувалося працювати до 19 квітня. Авіакомпанія заявила, що метою нового скороченого розкладу було зменшення витрат в цей безпрецедентний період низького попиту, і повідомила, що авіакомпанія сподівається повернутися до свого звичайного розкладу улітку. 25 березня «Aurigny» повідомила про суттєве скорочення графіку польотів, на які допускалися лише пасажири із дуже поважною причиною причиною для поїздки.
3 квітня авіакомпанія «Aurigny» повідомила, що призупиняє транспортне сполучення з аеропортом Гатвік з 6 квітня до кінця травня. Надалі скасування рейсів було продовжено 15 травня до кінця серпня, та призупинено польоти в усі пункти призначення, крім екстреного рейсу до Саутгемптона.
10 квітня 2020 року повідомлено, що аеропорт Гернсі більше не працюватиме по суботах до кінця травня 2020 року.
12 травня 2020 року поромна компанія «Condor Ferries» повідомила, що пасажирські пороми скасовані щонайменше до 12 червня.
25 червня 2020 року повідомлено, що в липні відкриється «повітряний міст», який дозволить подорожувати між островом Мен і Гернсі без карантинних обмежень.

## Інші пов'язані події
Компанія «Airtel-Vodafone» 20 березня 2020 року повідомила, що збільшила обсяг передачі даних клієнтів до 50 ГБ початково терміном на 1 місяць, щоб підтримати тих, хто працює вдома під час пандемії. Компанія «Sure» також повідомила, що пропонуватиме безкоштовне оновлення швидкості широкосмугового доступу до Інтернету для клієнтів до липня.
31 березня компанія «Rubis» повідомила, що пропонуватиме безкоштовне пальне всім працівникам лікарень Нормандських островів, які беруть безпосередню участь у боротьбі з епідемією коронавірусної хвороби. Працівники зможуть отримати ваучер на пальне, який можна використати в будь-якій філії «Rubis».

## Суспільне сприйняття
7 квітня 2020 року повідомлено, що згідно аналізу результатів дослідження, проведеного групою «Island Global Research», 77 % жителів острова сприймають загрозу від пандемії як високу або дуже високу. Дослідження також показало, що близько 25 % людей до 30 років вважають, що пандемія становить високу або дуже високу загрозу для них у порівнянні з приблизно 50 % людей віком старших 70 років, і що, загалом, люди вважають загрозу пандемії більшою для членів сім'ї, ніж для себе, особливо тих, хто живе у Великобританії, а не на Гернсі.